# Angola na Letnich Igrzyskach Olimpijskich 1980
Angolę na Letnich Igrzyskach Olimpijskich 1980 reprezentowało 11 zawodników, 10 mężczyzn i 1 kobieta.

## Skład kadry

### Boks
Mężczyźni
- waga kogucia : José Luís de Almeida
- waga piórkowa : Abílio Cabral
- waga lekka : Alberto Coelho

### Lekkoatletyka
Mężczyźni
- 100 m : Ilídio Coelho
- 200 m : Rubén Inácio
- 5000 m : Bernardo Manuel

### Pływanie
Mężczyźni
- styl wolny

- - 100 m : Jorge Lima
  - 200 m : Jorge Lima

- styl grzbietowy

- - 100 m : Jorge Lima

- styl klasyczny

- - 100 m : Francisco Lopes dos Santos

- styl motylkowy

- - 100 m : Marcos Daniel

- styl zmienny

- - 4 x 100 m Fernando Lopes, Francisco Lopes dos Santos, Jorge Lima, Marcos Daniel

Kobiety
- styl wolny

- - 100 m : Michele Pessoa

- styl grzbietowy

- - 100 m : Michele Pessoa